# Chaetonotus
Chaetonotus is een geslacht van buikharigen uit de familie van de Chaetonotidae. De wetenschappelijke naam van het geslacht soort werd voor het eerst geldig gepubliceerd in 1830 door Ehrenberg als een nieuwe geslachtsnaam voor Trichoda larus O.F. Müller, 1773.

## Soorten
- Ondergeslacht Chaetonotus (Captochaetus) Kisielewski, 1997
  - Chaetonotus (Captochaetus) arethusae Balsamo & Todaro, 1995
  - Chaetonotus (Captochaetus) gastrocyaneus Brunson, 1950
  - Chaetonotus (Captochaetus) insigniformis Greuter, 1917
  - Chaetonotus (Captochaetus) jakubskii Roszczak, 1935
  - Chaetonotus (Captochaetus) majestuosus Grosso & Drahg, 1984
  - Chaetonotus (Captochaetus) rafalskii Kisielewski, 1979
  - Chaetonotus (Captochaetus) robustus Davison, 1938
  - Chaetonotus (Captochaetus) segnis Martin, 1981
  - Chaetonotus (Captochaetus) simrothi Voigt, 1909
  - Chaetonotus (Captochaetus) tricuspidatus Schwank, 1990
  - Chaetonotus (Captochaetus) vorax Remane, 1936
- Ondergeslacht Chaetonotus (Chaetonotus) Erhenberg, 1838
  - Chaetonotus (Chaetonotus) aculeatus Robbins, 1965
  - Chaetonotus (Chaetonotus) aegilonensis Balsamo, Todaro & Tongiorgi, 1992
  - Chaetonotus (Chaetonotus) africanus Schwank, 1990
  - Chaetonotus (Chaetonotus) alatus Schwank, 1990
  - Chaetonotus (Chaetonotus) alni Nesteruk, 1991
  - Chaetonotus (Chaetonotus) angustus Schrom, 1972
  - Chaetonotus (Chaetonotus) antrumus Kolicka, 2017
  - Chaetonotus (Chaetonotus) apechochaetus Hummon, Balsamo & Todaro, 1992
  - Chaetonotus (Chaetonotus) australiensis Schwank, 1990
  - Chaetonotus (Chaetonotus) beauchampi d'Hondt, 1967
  - Chaetonotus (Chaetonotus) benacensis Balsamo & Fregni, 1995
  - Chaetonotus (Chaetonotus) bifidispinosus Tretyakova, 1991
  - Chaetonotus (Chaetonotus) bombardus Kolicka, Kotwicki & Dabert, 2018
  - Chaetonotus (Chaetonotus) brasiliensis Schwank, 1990
  - Chaetonotus (Chaetonotus) breviacanthus Kisielewski, 1991
  - Chaetonotus (Chaetonotus) brevisetosus Roszczak, 1935
  - Chaetonotus (Chaetonotus) brevispinosus Zelinka, 1889
  - Chaetonotus (Chaetonotus) christianus Schwank, 1990
  - Chaetonotus (Chaetonotus) condensus Mock, 1979
  - Chaetonotus (Chaetonotus) corderoi Schwank, 1990
  - Chaetonotus (Chaetonotus) dadayi Schwank, 1990
  - Chaetonotus (Chaetonotus) daphnes Balsamo & Todaro, 1995
  - Chaetonotus (Chaetonotus) disjunctus Greuter, 1917
  - Chaetonotus (Chaetonotus) dybowskii Jakubski, 1919
  - Chaetonotus (Chaetonotus) elegans Konsuloff, 1921
  - Chaetonotus (Chaetonotus) eximius Kolicka, Kisielewski, Nesteruk & Zawierucha, 2013
  - Chaetonotus (Chaetonotus) fluviatilis Balsamo & Kisielewski, 1986
  - Chaetonotus (Chaetonotus) formosus Stokes, 1887
  - Chaetonotus (Chaetonotus) furcatus Kisielewski, 1991
  - Chaetonotus (Chaetonotus) furculatus Schwank, 1990 [sensu Schwank & Kånneby, 2014]
  - Chaetonotus (Chaetonotus) gelidus Kolicka, 2017
  - Chaetonotus (Chaetonotus) greuteri Remane, 1927
  - Chaetonotus (Chaetonotus) heterospinosus Balsamo, 1978
  - Chaetonotus (Chaetonotus) hirsutus Marcolongo, 1910
  - Chaetonotus (Chaetonotus) hoanicus Schwank, 1990
  - Chaetonotus (Chaetonotus) ichthydioides Tongiorgi, Fregni & Balsamo, 1999
  - Chaetonotus (Chaetonotus) illiesi Schwank, 1990
  - Chaetonotus (Chaetonotus) intermedius Kisielewski, 1991
  - Chaetonotus (Chaetonotus) jaceki Kolicka, 2017
  - Chaetonotus (Chaetonotus) laroides Marcolongo, 1910
  - Chaetonotus (Chaetonotus) larus (Müller, 1773)
  - Chaetonotus (Chaetonotus) linguaeformis Voigt, 1902
  - Chaetonotus (Chaetonotus) lobo Kisielewski, 1991
  - Chaetonotus (Chaetonotus) longisetosus Preobrajenskaja, 1926
  - Chaetonotus (Chaetonotus) lunatospinosus Balsamo, 1981
  - Chaetonotus (Chaetonotus) machikanensis Suzuki & Furuya, 2011
  - Chaetonotus (Chaetonotus) magnificus Balsamo, Hummon, Todaro & Tongiorgi, 1997
  - Chaetonotus (Chaetonotus) maximus Ehrenberg, 1838
  - Chaetonotus (Chaetonotus) mediterraneus Balsamo, Hummon, Todaro & Tongiorgi, 1997
  - Chaetonotus (Chaetonotus) microchaetus Preobrajenskaja, 1926
  - Chaetonotus (Chaetonotus) minimus Marcolongo, 1910
  - Chaetonotus (Chaetonotus) mitraformis Greuter, 1917
  - Chaetonotus (Chaetonotus) multispinosus Grünspan, 1908
  - Chaetonotus (Chaetonotus) naiadis Balsamo & Todaro, 1995
  - Chaetonotus (Chaetonotus) napoleonicus Balsamo, Todaro & Tongiorgi, 1992
  - Chaetonotus (Chaetonotus) oculatus Schwank, 1990
  - Chaetonotus (Chaetonotus) oculifer Kisielewski, 1981
  - Chaetonotus (Chaetonotus) odontopharynx Grosso & Drahg, 1986
  - Chaetonotus (Chaetonotus) ontariensis Schwank, 1990 [sensu Schwank & Kånneby, 2014]
  - Chaetonotus (Chaetonotus) oplites Balsamo, Fregni & Tongiorgi, 1994
  - Chaetonotus (Chaetonotus) paluster d'Hondt, 1967
  - Chaetonotus (Chaetonotus) parafurcatus Nesteruk, 1991
  - Chaetonotus (Chaetonotus) paucisquamatus Kisielewski, 1991
  - Chaetonotus (Chaetonotus) pawlowskii Kisielewski, 1984
  - Chaetonotus (Chaetonotus) pilaga Grosso, 1982
  - Chaetonotus (Chaetonotus) polyspinosus Greuter, 1917
  - Chaetonotus (Chaetonotus) poznaniensis Kisielewski, 1981
  - Chaetonotus (Chaetonotus) pratensis Schwank, 1990
  - Chaetonotus (Chaetonotus) pravus Kolicka, Kisielewski, Nesteruk & Zawierucha, 2013
  - Chaetonotus (Chaetonotus) pseudopolyspinosus Kisielewski, 1991
  - Chaetonotus (Chaetonotus) puniceus Martin, 1990
  - Chaetonotus (Chaetonotus) rarispinosus Roszczak, 1935
  - Chaetonotus (Chaetonotus) remanei Schwank, 1990
  - Chaetonotus (Chaetonotus) retiformis Suzuki & Furuya, 2011
  - Chaetonotus (Chaetonotus) sanctipauli Kisielewski, 1991
  - Chaetonotus (Chaetonotus) schoepferae Thane-Fenchel, 1970
  - Chaetonotus (Chaetonotus) scutatus Saito, 1937
  - Chaetonotus (Chaetonotus) semihamus Hummon, 2010
  - Chaetonotus (Chaetonotus) siciliensis Hummon, Balsamo & Todaro, 1992
  - Chaetonotus (Chaetonotus) silvaticus (Varga, 1963)
  - Chaetonotus (Chaetonotus) similis Zelinka, 1889
  - Chaetonotus (Chaetonotus) sphagnophilus Kisielewski, 1981
  - Chaetonotus (Chaetonotus) splendidus Preobrajenskaja, 1926
  - Chaetonotus (Chaetonotus) stagnalis d'Hondt, 1967
  - Chaetonotus (Chaetonotus) subtilis Kolicka, Kotwicki & Dabert, 2018
  - Chaetonotus (Chaetonotus) svalbardi Kolicka, 2017
  - Chaetonotus (Chaetonotus) tabulatus (Schmarda, 1861)
  - Chaetonotus (Chaetonotus) tempestivus Mock, 1979
  - Chaetonotus (Chaetonotus) triacanthus Todaro, 1994
  - Chaetonotus (Chaetonotus) triradiatus Rao, 1991
  - Chaetonotus (Chaetonotus) vellosus Martin, 1990
  - Chaetonotus (Chaetonotus) ventrochaetus Kisielewski, 1991
  - Chaetonotus (Chaetonotus) venustus d'Hondt, 1967
  - Chaetonotus (Chaetonotus) vulgaris Brunson, 1950
- Ondergeslacht Chaetonotus (Hystricochaetonotus) Schwank, 1990
  - Chaetonotus (Hystricochaetonotus) acanthophorus Stokes, 1888
  - Chaetonotus (Hystricochaetonotus) aemilianus Balsamo, 1978
  - Chaetonotus (Hystricochaetonotus) anomalus Brunson, 1950
  - Chaetonotus (Hystricochaetonotus) balsamoae Kisielewski, 1997
  - Chaetonotus (Hystricochaetonotus) borealis Kolicka, Kotwicki & Dabert, 2018
  - Chaetonotus (Hystricochaetonotus) decemsetosus Marcolongo, 1910
  - Chaetonotus (Hystricochaetonotus) enormis Stokes, 1887
  - Chaetonotus (Hystricochaetonotus) euhystrix Schwank, 1990
  - Chaetonotus (Hystricochaetonotus) ferrarius Schwank, 1990
  - Chaetonotus (Hystricochaetonotus) fujisanensis Sudzuki, 1971
  - Chaetonotus (Hystricochaetonotus) heterochaetus Daday, 1905
  - Chaetonotus (Hystricochaetonotus) hornsundi Kolicka, Kotwicki & Dabert, 2018
  - Chaetonotus (Hystricochaetonotus) hystrix Metschnikoff, 1865
  - Chaetonotus (Hystricochaetonotus) italicus Balsamo & Todaro, 1995
  - Chaetonotus (Hystricochaetonotus) lacunosus Mock, 1979
  - Chaetonotus (Hystricochaetonotus) longispinosus Stokes, 1887
  - Chaetonotus (Hystricochaetonotus) lucksi Voigt, 1958
  - Chaetonotus (Hystricochaetonotus) macrochaetus Zelinka, 1889
  - Chaetonotus (Hystricochaetonotus) murrayi Remane, 1929
  - Chaetonotus (Hystricochaetonotus) novenarius Greuter, 1917
  - Chaetonotus (Hystricochaetonotus) octonarius Stokes, 1887
  - Chaetonotus (Hystricochaetonotus) paraguayensis Schwank, 1990
  - Chaetonotus (Hystricochaetonotus) paucisetosus Marcolongo, 1910
  - Chaetonotus (Hystricochaetonotus) persetosus Zelinka, 1889
  - Chaetonotus (Hystricochaetonotus) persimilis Kolicka, Kotwicki & Dabert, 2018
  - Chaetonotus (Hystricochaetonotus) polychaetus Daday, 1905
  - Chaetonotus (Hystricochaetonotus) pungens Balsamo, 1990
  - Chaetonotus (Hystricochaetonotus) quintospinosus Greuter, 1917
  - Chaetonotus (Hystricochaetonotus) schlitzensis Schwank, 1990
  - Chaetonotus (Hystricochaetonotus) spinifer Stokes, 1887
  - Chaetonotus (Hystricochaetonotus) spinulosus Stokes, 1887
  - Chaetonotus (Hystricochaetonotus) trichodrymodes Brunson, 1950
  - Chaetonotus (Hystricochaetonotus) trilineatus Valkanov, 1937
  - Chaetonotus (Hystricochaetonotus) trispinosus Balsamo, 1990
  - Chaetonotus (Hystricochaetonotus) vargai Rudescu, 1967
- Ondergeslacht Chaetonotus (Marinochaetus) Kisielewski, 1997
  - Chaetonotus (Marinochaetus) aequispinosus Schrom, 1972
  - Chaetonotus (Marinochaetus) antipai Rodewal, 1938
  - Chaetonotus (Marinochaetus) apolemmus Hummon, Balsamo & Todaro, 1992
  - Chaetonotus (Marinochaetus) chicous Hummon, 1974
  - Chaetonotus (Marinochaetus) elachysomus Hummon, 2010
  - Chaetonotus (Marinochaetus) eratus Hummon, 2010
  - Chaetonotus (Marinochaetus) mariae Todaro, 1992
  - Chaetonotus (Marinochaetus) oceanides d'Hondt, 1971
  - Chaetonotus (Marinochaetus) oligohalinus Hummon, 1974
  - Chaetonotus (Marinochaetus) polyhybus Hummon, 2010
  - Chaetonotus (Marinochaetus) sagittarius Evans, 1992
- Ondergeslacht Chaetonotus (Primochaetus) Kisielewski, 1997
  - Chaetonotus (Primochaetus) acanthocephalus Valkanov, 1937
  - Chaetonotus (Primochaetus) acanthodes Stokes, 1887
  - Chaetonotus (Primochaetus) annae Schwank, 1990 [sensu Schwank & Kånneby, 2014]
  - Chaetonotus (Primochaetus) armatus Kisielewski, 1981
  - Chaetonotus (Primochaetus) arquatus Voigt, 1903
  - Chaetonotus (Primochaetus) brachyurus Balsamo, 1980
  - Chaetonotus (Primochaetus) chuni Voigt, 1901
  - Chaetonotus (Primochaetus) cordiformis Greuter, 1917
  - Chaetonotus (Primochaetus) dubius Daday, 1905
  - Chaetonotus (Primochaetus) erinaceus Daday, 1905
  - Chaetonotus (Primochaetus) heideri Brehm, 1917
  - Chaetonotus (Primochaetus) heteracanthus Remane, 1927
  - Chaetonotus (Primochaetus) macrolepidotus Greuter, 1917
  - Chaetonotus (Primochaetus) mutinensis Balsamo, 1978
  - Chaetonotus (Primochaetus) ploenensis Voigt, 1909
  - Chaetonotus (Primochaetus) rectaculeatus Kisielewski, 1981
  - Chaetonotus (Primochaetus) rotundus Greuter, 1917
  - Chaetonotus (Primochaetus) scoticus Schwank, 1990
  - Chaetonotus (Primochaetus) scutulatus Martin, 1981
  - Chaetonotus (Primochaetus) soberanus Grosso & Drahg, 1983
  - Chaetonotus (Primochaetus) tenuis Grünspan, 1908
  - Chaetonotus (Primochaetus) tenuisquamatus Grosso, 1982
- Ondergeslacht Chaetonotus (Schizochaetonotus) Schwank, 1990
  - Chaetonotus (Schizochaetonotus) atrox Wilke, 1954
  - Chaetonotus (Schizochaetonotus) dispar Wilke, 1954
  - Chaetonotus (Schizochaetonotus) hilarus Schrom, 1972
  - Chaetonotus (Schizochaetonotus) inaequidentatus Kisielewski, 1988
  - Chaetonotus (Schizochaetonotus) luporinii Balsamo, Fregni & Tongiorgi, 1996
  - Chaetonotus (Schizochaetonotus) modestus Schrom, 1972
  - Chaetonotus (Schizochaetonotus) neptuni Wilke, 1954
  - Chaetonotus (Schizochaetonotus) schromi Hummon, 1974
  - Chaetonotus (Schizochaetonotus) schultzei Metschnikoff, 1865
  - Chaetonotus (Schizochaetonotus) serenus Schrom, 1972
  - Chaetonotus (Schizochaetonotus) woodi Thane-Fenchel, 1970
- Ondergeslacht Chaetonotus (Tristratachaetus) Kolicka, Kisielewski, Nesteruk & Zawierucha, 2013
  - Chaetonotus (Tristratachaetus) rhombosquamatus Kolicka, Kisielewski, Nesteruk & Zawierucha, 2013
- Ondergeslacht Chaetonotus (Wolterecka) Mola, 1932
  - Chaetonotus (Wolterecka) caudalspinosus Visvesvara, 1964
  - Chaetonotus (Wolterecka) sudeticus Kisielewski, 1984
  - Chaetonotus (Wolterecka) uncinus Voigt, 1902
- Ondergeslacht Chaetonotus (Zonochaeta) Remane, 1927
  - Chaetonotus (Zonochaeta) bisacer Greuter, 1917
  - Chaetonotus (Zonochaeta) caricicola Schwank, 1990
  - Chaetonotus (Zonochaeta) cestacanthus Balsamo, 1990
  - Chaetonotus (Zonochaeta) crassus Preobrajenskaja, 1926
  - Chaetonotus (Zonochaeta) dracunculus Balsamo, 1990
  - Chaetonotus (Zonochaeta) multisetosus Preobrajenskaja, 1926
  - Chaetonotus (Zonochaeta) palustris Anderson & Robbins, 1980
  - Chaetonotus (Zonochaeta) pentacanthus Balsamo, 1981
  - Chaetonotus (Zonochaeta) pygmaeus Schwank, 1990
  - Chaetonotus (Zonochaeta) sextospinosus Visvesvara, 1964
  - Chaetonotus (Zonochaeta) succinctus Voigt, 1902
  - Chaetonotus (Zonochaeta) trichostichodes Brunson, 1950
  - Chaetonotus (Zonochaeta) voigti Greuter, 1917
- Chaetonotus annectens Grosso & Drahg, 1991
- Chaetonotus balticus Remane, 1926
- Chaetonotus bogdanovii (Schimkewitsch, 1886)
- Chaetonotus dentatus Tretyakova, 1992
- Chaetonotus fenchelae d'Hondt, 1974
- Chaetonotus jamaicensis (Schmarda, 1861)
- Chaetonotus lancearis Tretyakova, 1992
- Chaetonotus laterospinosus Visvesvara, 1964
- Chaetonotus marinus Giard, 1904
- Chaetonotus monobarbatus Visvesvara, 1964
- Chaetonotus montevideensis Cordero, 1918
- Chaetonotus parthenopeius Wilke, 1954
- Chaetonotus quadratus Martin, 1981
- Chaetonotus striatus Preobrajenskaja, 1926
- Chaetonotus tachyneusticus Brunson, 1948
- Chaetonotus trianguliformis Visvesvara, 1964
- Chaetonotus variosquamatus Mock, 1979
- Chaetonotus vechovi Tretyakova, 1992

### Taxon inquirendum
- Chaetonotus annulatus Martin, 1981
- Chaetonotus aquaticus Gessner, 1930
- Chaetonotus crinitus Sudzuki, 1971
- Chaetonotus elegantulus Remane, 1936
- Chaetonotus gracilis Gosse, 1864,  mogelijk een synoniem voor C. maximus[2]
- Chaetonotus hermaphroditus Remane, 1936
- Chaetonotus slackiae Gosse, 1864
- Chaetonotus (Chaetonotus) brevis Erhenberg, 1838

### Synoniemen
- Chaetonotus apolemnus Hummon, Balsamo & Todaro, 1992 => Chaetonotus (Marinochaetus) apolemmus Hummon, Balsamo & Todaro, 1992
- Chaetonotus elachysomus Hummon, 2010 => Chaetonotus (Marinochaetus) elachysomus Hummon, 2010
- Chaetonotus eratus Hummon, 2010 => Chaetonotus (Marinochaetus) eratus Hummon, 2010
- Chaetonotus ichthydioides Tongiorgi, Fregni & Balsamo, 1999 => Chaetonotus (Chaetonotus) ichthydioides Tongiorgi, Fregni & Balsamo, 1999
- Chaetonotus machikanensis Suzuki & Furuya, 2011 => Chaetonotus (Chaetonotus) machikanensis Suzuki & Furuya, 2011
- Chaetonotus maximus Ehrenberg, 1831 => Chaetonotus (Chaetonotus) maximus Ehrenberg, 1838
- Chaetonotus pawlowskii Kisielewski, 1984 => Chaetonotus (Chaetonotus) pawlowskii Kisielewski, 1984
- Chaetonotus polyhybus Hummon, 2010 => Chaetonotus (Marinochaetus) polyhybus Hummon, 2010
- Chaetonotus retiformis Suzuki & Furuya, 2011 => Chaetonotus (Chaetonotus) retiformis Suzuki & Furuya, 2011
- Chaetonotus schoepferae Thane-Fenchel, 1970 => Chaetonotus (Chaetonotus) schoepferae Thane-Fenchel, 1970
- Chaetonotus (Diversichaetatella) Schwank, 1990 => Chaetonotus (Primochaetus) Kisielewski, 1997
- Chaetonotus (Diversichaetatella) kisielewskii Schwank, 1990 => Chaetonotus (Primochaetus) acanthocephalus Valkanov, 1937
- Chaetonotus (Halichaetonotus) => Halichaetonotus Remane, 1936
- Chaetonotus (Halichaetonotus) jucundus d'Hondt, 1971 => Halichaetonotus jucundus (d'Hondt, 1971)
- Chaetonotus (Lepidochaetus) => Lepidochaetus Kisielewski, 1991
- Chaetonotus (Lepidochaetus) zelinkai Grünspan, 1908 => Lepidochaetus zelinkai (Grünspan, 1908)
- Chaetonotus (Lepidochaetus) Balsamo, d'Hondt, Pierboni & Grilli, 2009 => Lepidochaetus Kisielewski, 1991
- Chaetonotus (Lepidochaetus) brasilianus Balsamo, d'Hondt, Pierboni & Grilli, 2009 => Lepidochaetus brasilense Kisielewski, 1991
- Chaetonotus aculifer Gerlach, 1953 => Halichaetonotus aculifer (Gerlach, 1953)
- Chaetonotus annae Schwank, 1989 => Chaetonotus (Primochaetus) annae Schwank, 1990 [sensu Schwank & Kånneby, 2014]
- Chaetonotus annectans Grosso & Dragh, 1991 => Chaetonotus (Primochaetus) annectens Grosso & Drahg, 1991 => Chaetonotus annectens Grosso & Drahg, 1991
- Chaetonotus arenarius d'Hondt, 1971 => Halichaetonotus arenarius (d'Hondt, 1971)
- Chaetonotus balsaminus Schwank, 1990 => Chaetonotus (Chaetonotus) microchaetus Preobrajenskaja, 1926
- Chaetonotus batillifer Luporini & Tongiorgi, 1972 => Halichaetonotus batillifer (Luporini & Tongiorgi, 1972)
- Chaetonotus berissensis Grosso, 1976 => Lepidochaetus zelinkai (Grünspan, 1908)
- Chaetonotus cancinnus Stokes, 1887 => Fluxiderma concinnum (Stokes, 1887)
- Chaetonotus carpaticus Rudescu, 1967 => Lepidochaetus carpaticus (Rudescu, 1967)
- Chaetonotus decipiens Remane, 1926 => Halichaetonotus decipiens (Remane, 1929)
- Chaetonotus elongatus Daday, 1905 => Polymerurus elongatus (Daday, 1905)
- Chaetonotus fencheli d'Hondt, 1974 => Chaetonotus fenchelae d'Hondt, 1974
- Chaetonotus fruticosus Martin, 1981 => Chaetonotus (Primochaetus) heideri Brehm, 1917
- Chaetonotus furculatus Schwank, 1989 => Chaetonotus (Chaetonotus) furculatus Schwank, 1990 [sensu Schwank & Kånneby, 2014]
- Chaetonotus fuscus Martin, 1981 => Chaetonotus (Chaetonotus) disjunctus Greuter, 1917
- Chaetonotus graecensis Grünspan, 1908 => Chaetonotus (Lepidochaetus) zelinkai Grünspan, 1908 => Lepidochaetus zelinkai (Grünspan, 1908)
- Chaetonotus guruguetoi Grosso, 1973 => Chaetonotus (Zonochaeta) bisacer Greuter, 1917
- Chaetonotus heterocanthus Remane, 1927 => Chaetonotus (Primochaetus) heteracanthus Remane, 1927
- Chaetonotus jamaicense (Schmarda, 1861) => Ichthydium jamaicense Schmarda, 1861
- Chaetonotus jucundus Schrom, 1972=> Chaetonotus (Schizochaetonotus) schromi Hummon, 1974
- Chaetonotus jucundus d'Hondt, 1971 => Halichaetonotus jucundus (d'Hondt, 1971)
- Chaetonotus kisielewski Schwank, 1990 => Chaetonotus (Primochaetus) acanthocephalus Valkanov, 1937
- Chaetonotus littoralis d'Hondt, 1970 => Halichaetonotus littoralis (d'Hondt, 1971)
- Chaetonotus longicaudatus Tatem, 1867 => Polymerurus longicaudatus (Tatem, 1867)
- Chaetonotus magnus Kisielewski, 1979 => Chaetonotus (Captochaetus) robustus Davison, 1938
- Chaetonotus nodicaudus Voigt, 1901 => Polymerurus nodicaudus (Voigt, 1901)
- Chaetonotus nodifurca Marcolongo, 1910 => Polymerurus nodifurca (Marcolongo, 1910)
- Chaetonotus novenarius Balsamo, 1983 => Chaetonotus (Hystricochaetonotus) balsamoae Kisielewski, 1997
- Chaetonotus ontariensis Schwank, 1989 => Chaetonotus (Chaetonotus) ontariensis Schwank, 1990 [sensu Schwank & Kånneby, 2014]
- Chaetonotus ophiogaster Remane, 1927 => Chaetonotus (Primochaetus) macrolepidotus Greuter, 1917
- Chaetonotus ornatus Daday, 1897 => Lepidochaetus ornatus (Daday, 1901)
- Chaetonotus paradoxus Remane, 1927 => Halichaetonotus paradoxus (Remane, 1927)
- Chaetonotus parvus Wilke, 1954 => Halichaetonotus parvus (Wilke, 1954)
- Chaetonotus penthacanthus Balsamo, 1981 => Chaetonotus (Zonochaeta) pentacanthus Balsamo, 1981
- Chaetonotus pleuracanthus Remane, 1926 => Halichaetonotus pleuracanthus (Remane, 1926)
- Chaetonotus polonicus Schwank, 1990 => Chaetonotus (Chaetonotus) pawlowskii polonicus Schwank, 1990 (Schwank (1990)
- Chaetonotus pusillus Daday, 1905 => Lepidochaetus pusillus (Daday, 1905)
- Chaetonotus rhomboides Stokes, 1887 => Polymerurus rhomboides (Stokes, 1887)
- Chaetonotus schoepferi Thane-Fenchel, 1970 => Chaetonotus schoepferae Thane-Fenchel, 1970 => Chaetonotus (Chaetonotus) schoepferae Thane-Fenchel, 1970
- Chaetonotus serraticaudus Voigt, 1901 => Polymerurus serraticaudus (Voigt, 1901)
- Chaetonotus somniculosus Mock, 1979 => Halichaetonotus somniculosus (Mock, 1979)
- Chaetonotus squamatus Dujardin, 1841 => Lepidodermella squamata (Dujardin, 1841)
- Chaetonotus tabulatum (Schmarda, 1861) => Ichthydium tabulatum (Schmarda, 1861)
- Chaetonotus tesselatus Metschnikoff, 1865 => Lepidodermella squamata (Dujardin, 1841)
- Chaetonotus testiculophorus Hummon, 1966 => Halichaetonotus testiculophorus (Hummon, 1966)
- Chaetonotus trianguliforme Visvesvara, 1964 => Chaetonotus trianguliformis Visvesvara, 1964
- Chaetonotus truncatus Saito, 1937 => Chaetonotus (Zonochaeta) bisacer Greuter, 1917
- Chaetonotus (Chaetonotus) ocellatus Martin, 1981 => Chaetonotus (Chaetonotus) oculifer Kisielewski, 1981
- Chaetonotus (Primochaetus) annectens Grosso & Drahg, 1991 => Chaetonotus annectens Grosso & Drahg, 1991
- Chaetonotus (Primochaetus) veronicae Kånneby, 2013 => Bifidochaetus veronicae (Kånneby, 2013)